# Festuca muelleri
Festuca muelleri là một loài thực vật có hoa trong họ Hòa thảo. Loài này được Vickery mô tả khoa học đầu tiên năm 1939.